# Nova Aliança (kommun)
Nova Aliança är en kommun i Brasilien.   Den ligger i delstaten São Paulo, i den södra delen av landet, 600 km söder om huvudstaden Brasília. Antalet invånare är 5 891.
Följande samhällen finns i Nova Aliança:
- Nova Aliança

Omgivningarna runt Nova Aliança är en mosaik av jordbruksmark och naturlig växtlighet. Runt Nova Aliança är det ganska glesbefolkat, med 43 invånare per kvadratkilometer.